# Dichotomophthora portulacae
Dichotomophthora portulacae är en svampart som beskrevs av Mehrl. & Fitzp. ex M.B. Ellis 1971. Dichotomophthora portulacae ingår i släktet Dichotomophthora och divisionen sporsäcksvampar. Vilken ordning och familj svampen tillhör är oklart. Inga underarter finns listade.